# Musée d'Art Radichtchev
Pour les articles homonymes, voir Radichtchev.
Le musée d'art Radichtchev est un musée d'art de la ville de Saratov, en Russie fondé en 1878 par le peintre Alexeï Bogolioubov (1824-1896) et qui a reçu le nom de son grand-père, l'écrivain Alexandre Radichtchev (1749-1802). 

## Historique

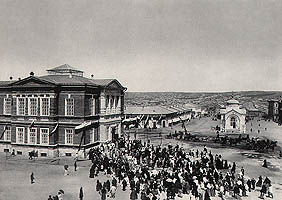
Inauguration du musée le 29 juin 1885.

Ce musée était, à l'époque de sa fondation, le premier musée d'importance en dehors de ceux de Saint-Pétersbourg et de Moscou et le premier exclusivement consacré à l'art, la galerie Tretiakov n'ayant ouvert ses portes que sept ans plus tard, et le musée des beaux-arts Pouchkine, quinze ans plus tard. Il a été installé dans ce bâtiment, spécialement construit à cet effet, selon les plans d'Ivan Strom, et a ouvert ses portes au public en 1885. Il a bénéficié de donations provenant d' Alexandre III et de l'académie impériale des beaux-arts ainsi que d'artistes comme Alexeï Harlamov et de particuliers, telle que Pauline Viardot.
Aujourd'hui, avec ses vingt mille pièces de collection, c'est l'un des musées d'art les plus importants du pays.

## Illustrations

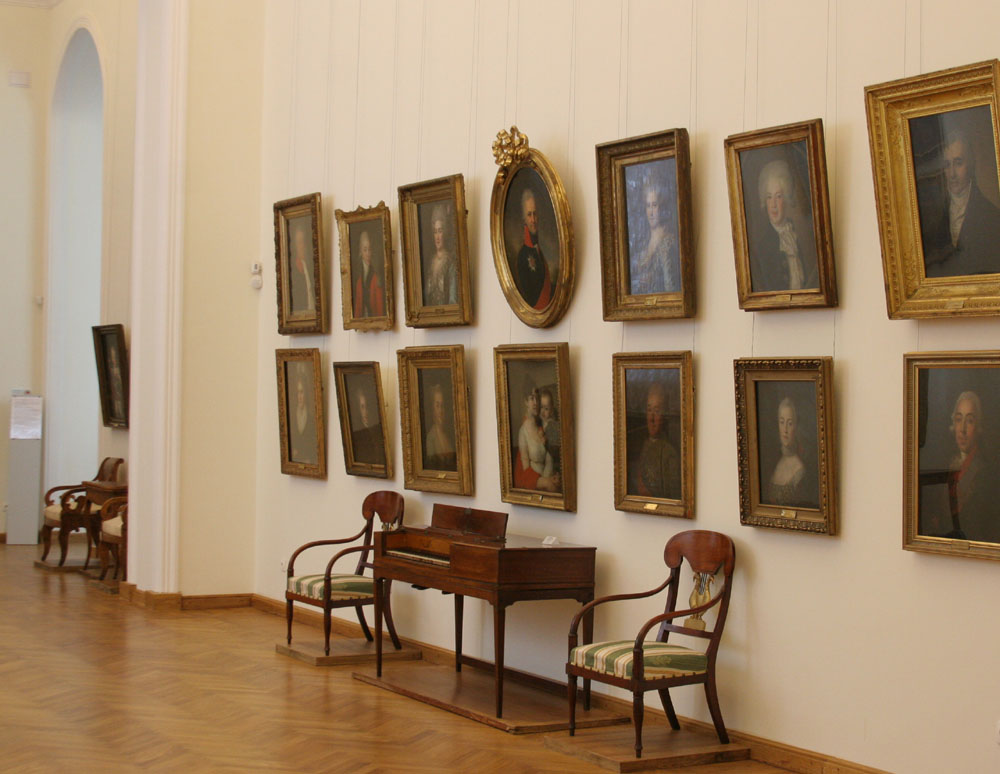
Intérieur du musée
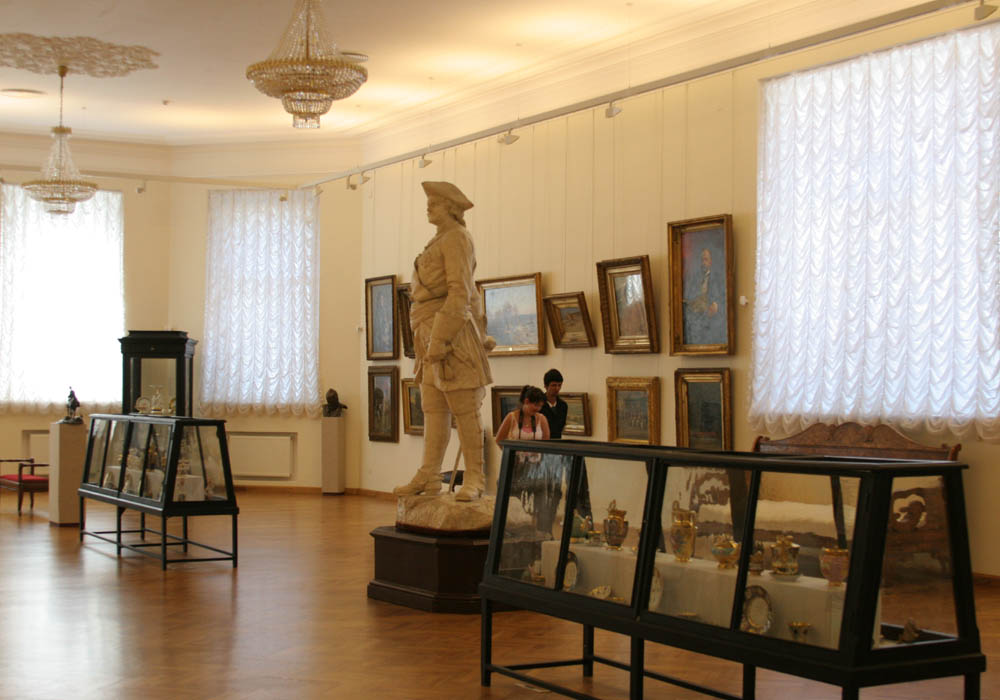
Intérieur du musée
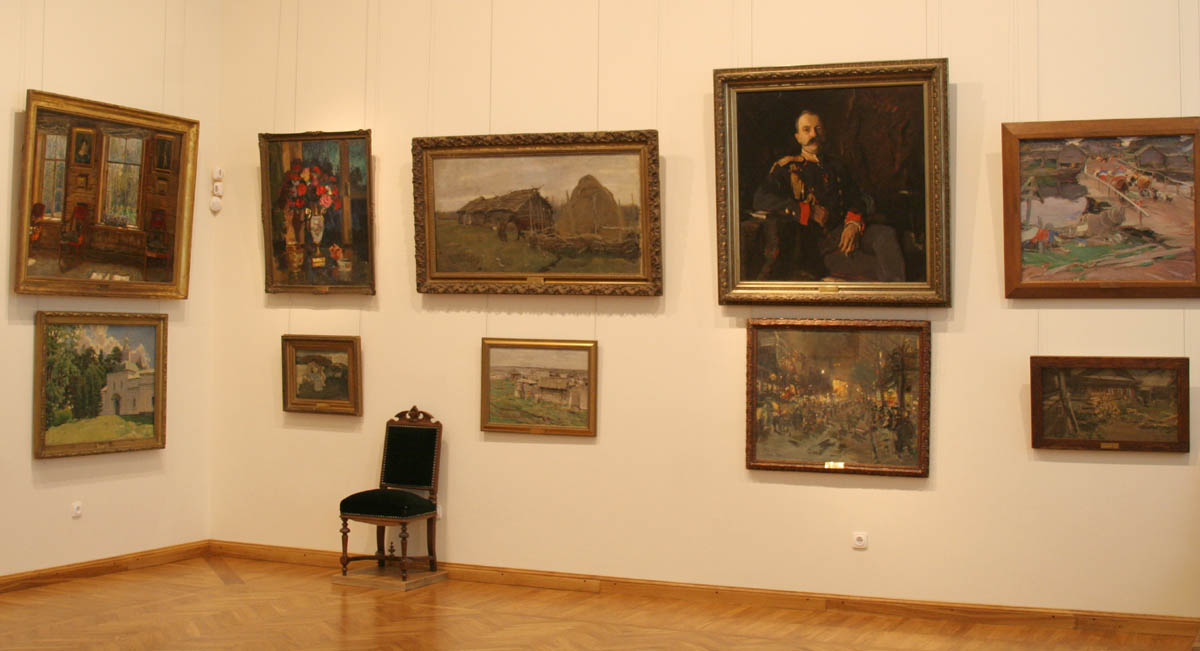
Intérieur du musée
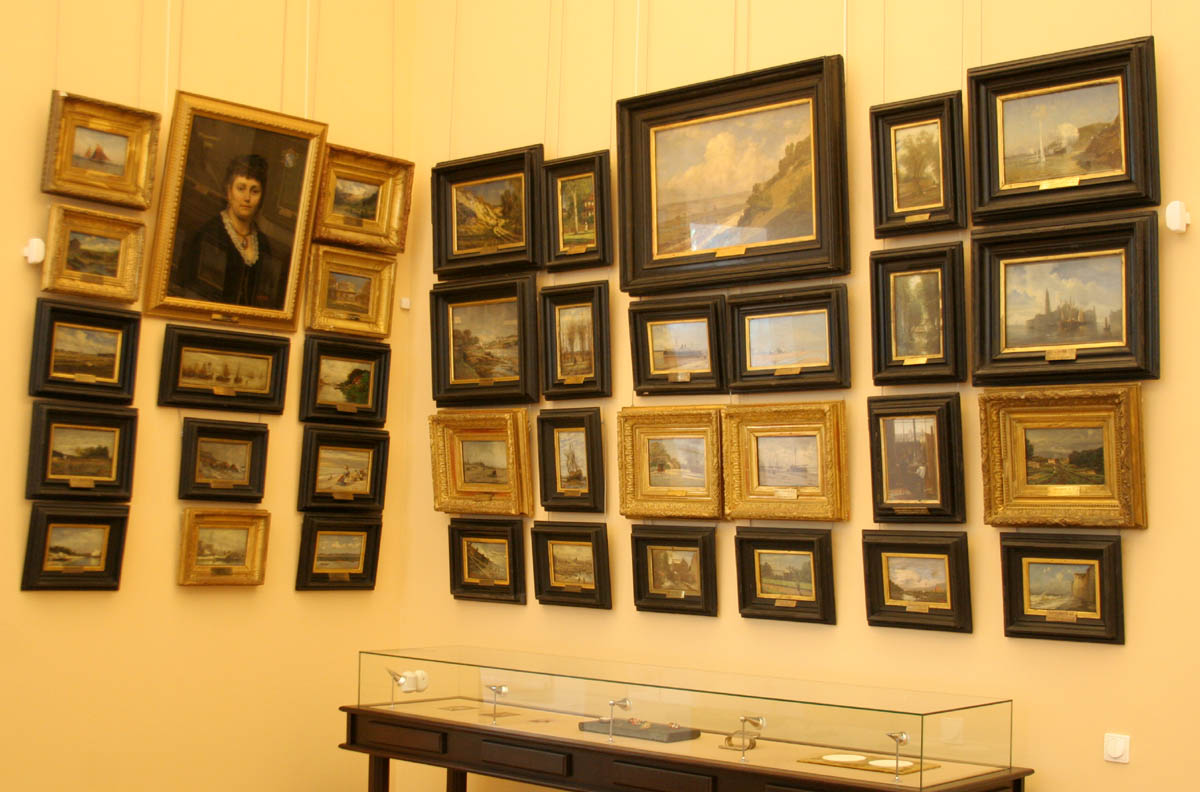
Intérieur du musée
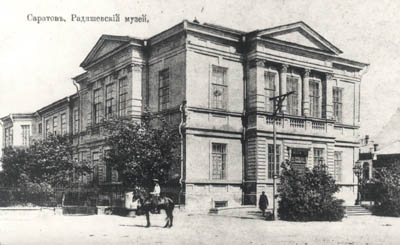
Vue du musée au début du XXe siècle

## Collection
Le musée contient le tableau représentant Le Couronnement de Paul Ier et de Maria Feodorovna par Martin Ferdinand Quadal, un peintre néo-classique autrichien.
Le musée s'enorgueillit d'une collection importante de peintres russes de la seconde moitié XIXe siècle et du début du XXe siècle. Une exposition permanente présente des tableaux, sculptures, documents graphiques et objets artisanaux de la Russie du XVe siècle au XIXe siècle.
Le musée est également riche d'icônes et d'objets religieux, de tableaux, parmi lesquels des œuvres de Camille Corot ; Jean-Baptiste Isabey ; Alexandre Molinari ; Christina Robertson ;  Mathias Stomer (une Adoration des bergers) ; Pierre-Marie Joseph Vernet et Horace Vernet, François-Xavier Winterhalter. Il possède également des manuscrits, des incunables russes du XVIe siècle et de livres anciens, des sculptures, des porcelaines, etc. 
Le musée Radichtchev présente et accueille deux cents œuvres d'Alekseï Bogolioubov, d'Ivan Aïvazovski, d'Alexandre Benois, de Karl Briullov, d' Ivan Chichkine, de Nikolaï Gay, d'Alexandre Ivanov, de Constantin Korovine, de Boris Koustodiev, d'Ivan Kramskoï, d'Isaac Levitan, d' Alexandre Litovtchenko,de Vladimir Makovski, d' Ivan Pokhitonov, de Vassili Polenov, d' Ilia Répine (dont le portrait de sa fille Nadia et un portrait de Stolypine), de Nicolas Roerich, de Martiros Sarian, d' Alexeï Savrassov, de Vassili Sourikov, de Vladimir Stojarov, de Victor Vasnetsov, de Mikhaïl Vroubel, etc.

## Portraits de femmes du musée

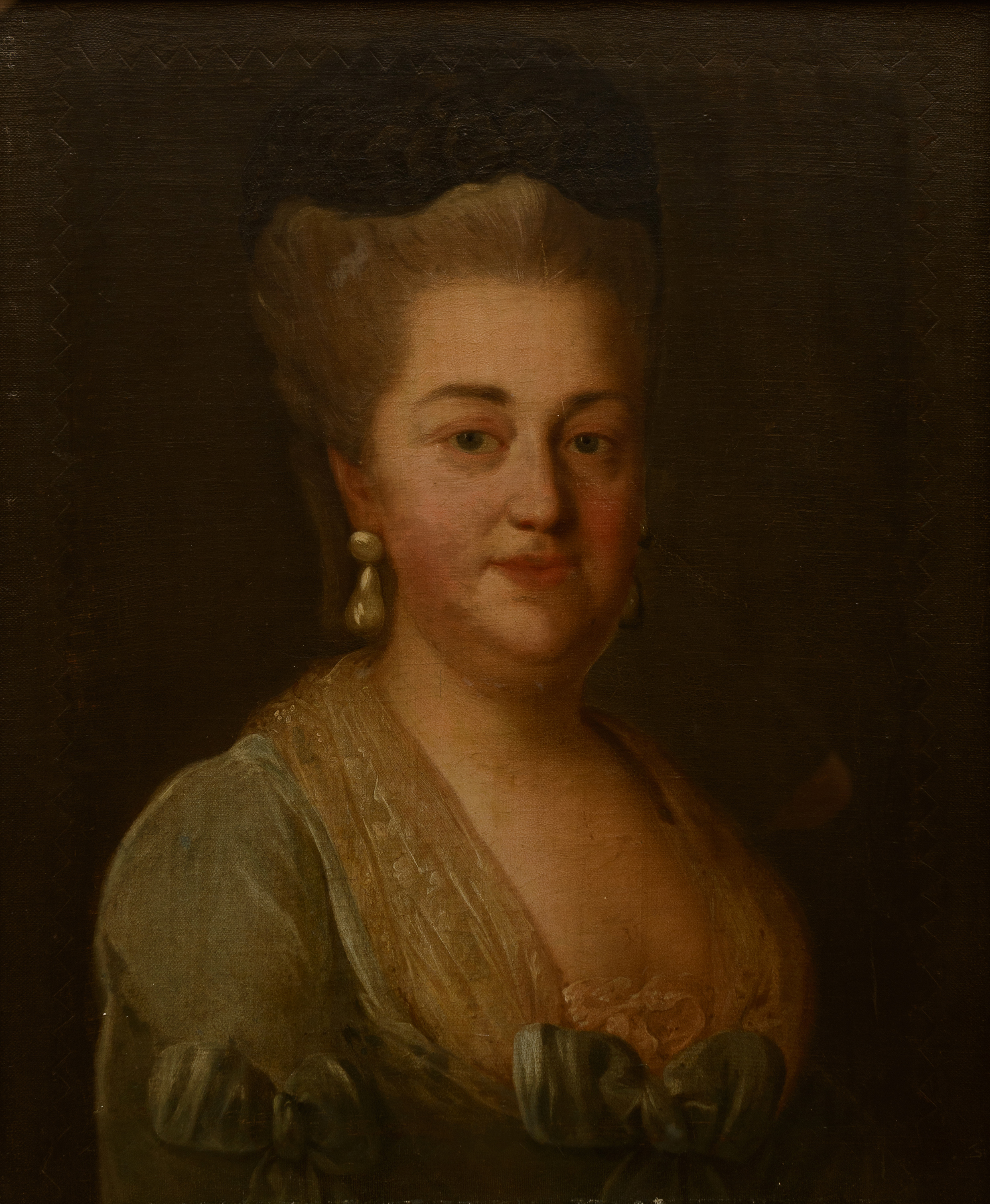
Portrait d'Anastasie Zagriajskaïa, née princesse Galitzine (1728-1779) par Rokotov (vers 1760)
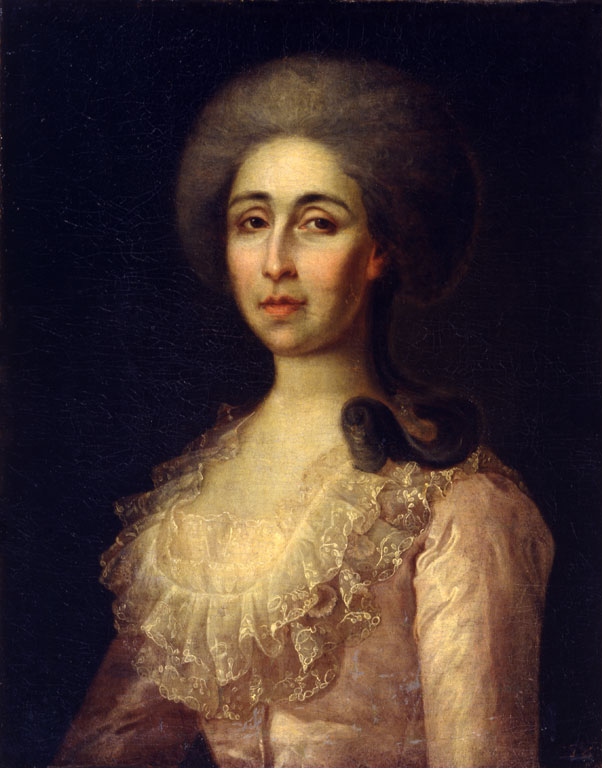
Portrait d'Anna Radichtcheva, née Roubanovskaïa (1752-1783), première épouse d'Alexandre Radichtchev, auteur inconnu
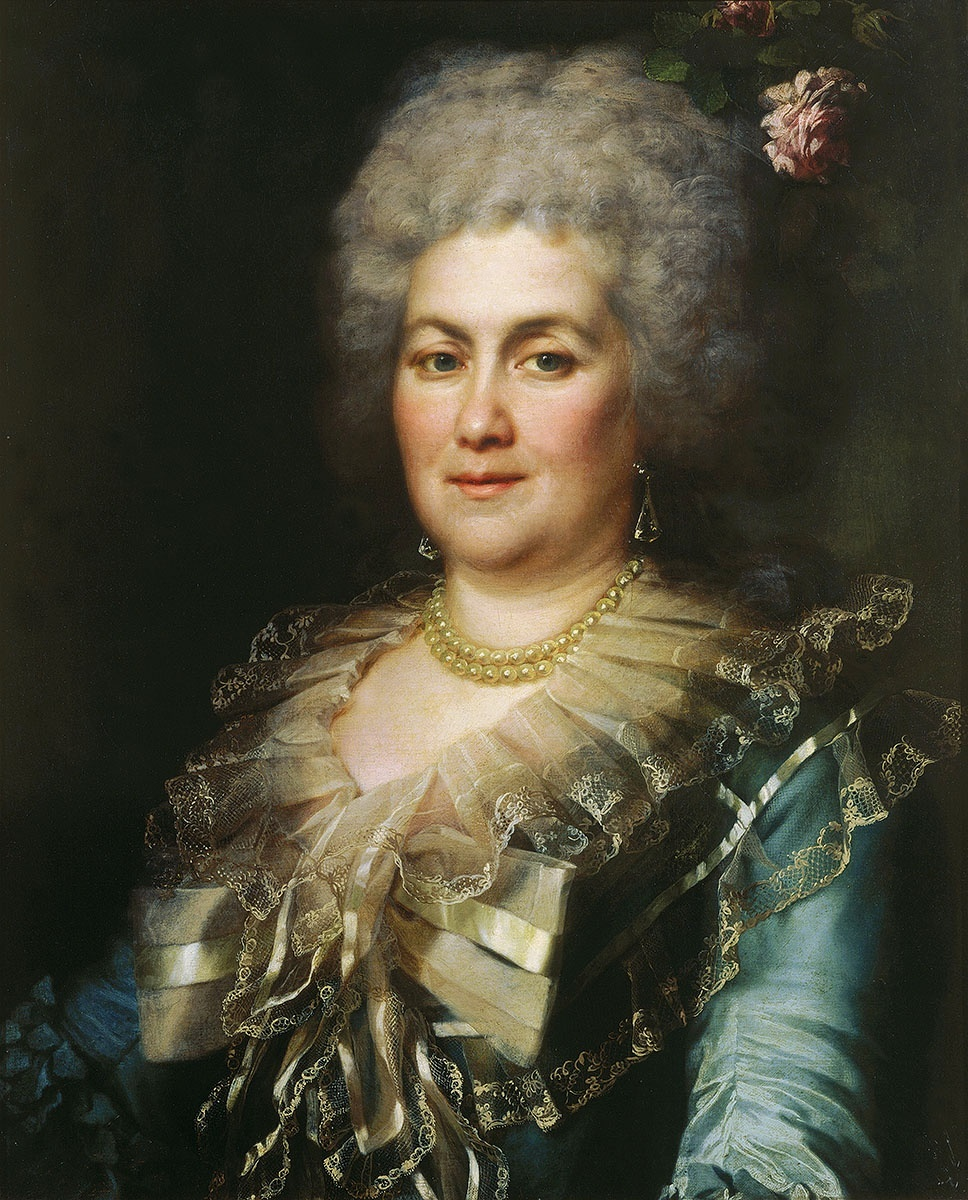
Portrait de Mme Goubanova par Levitski (1789)
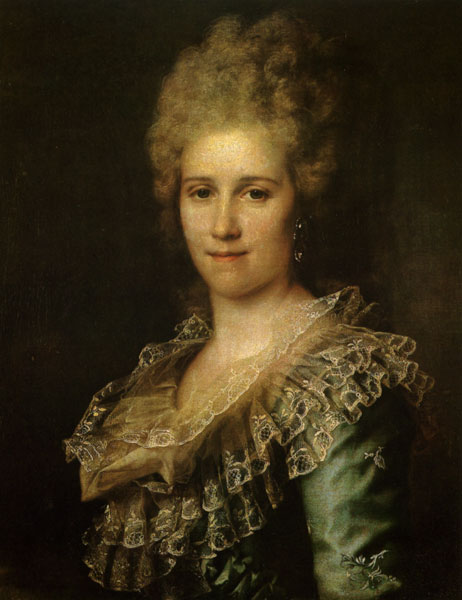
Portrait d'une dame inconnue par Levitzki (fin des années 1780)
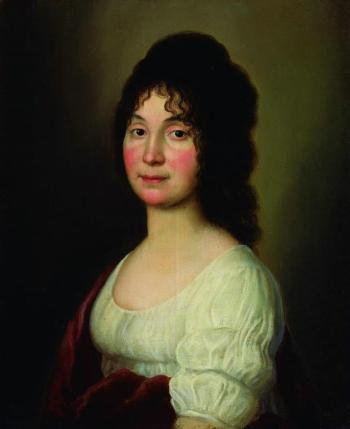
Portrait de Marie Lanskaïa, née Chatilova (1767-1842), auteur inconnu (vers 1800)
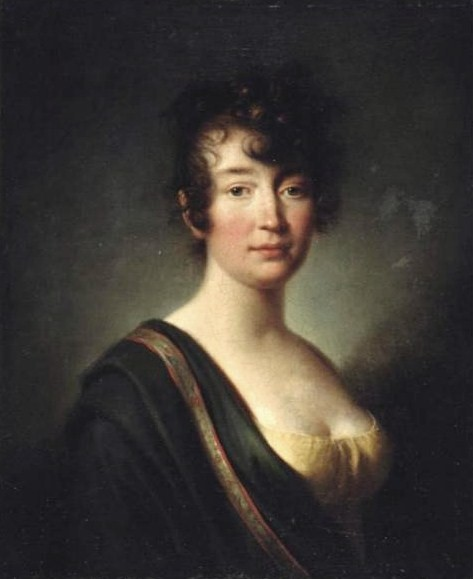
Portrait de Sophie Spiridova, née comtesse Olsoufieva par Alexandre Molinari (années 1810)
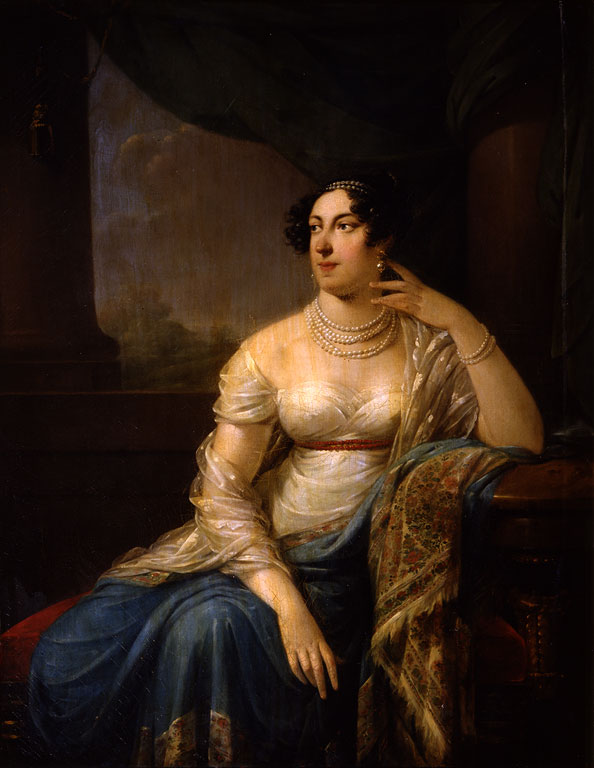
Portrait de la princesse Nathalie Saltykova, née Golovkina (1781-1860), par Alexandre Molinari (vers 1815)
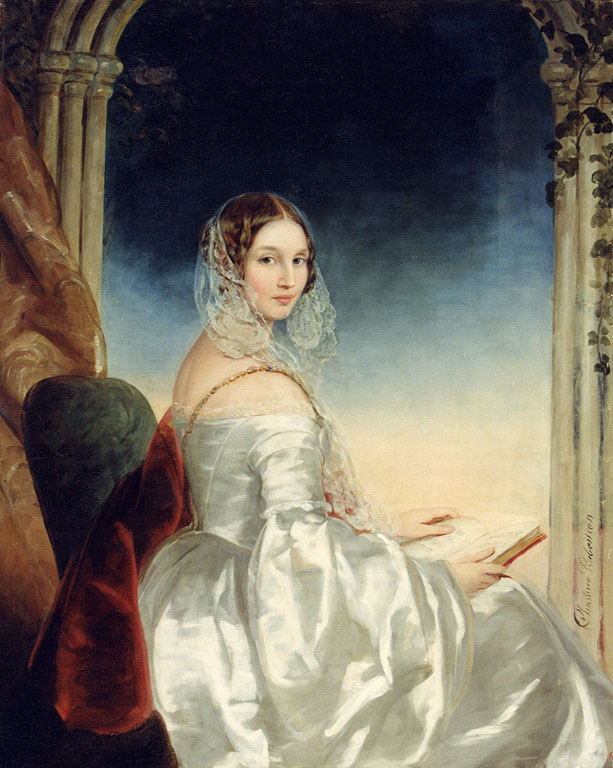
Portrait de la comtesse Olga Orlova-Davydova, née princesse Bariatinskaïa (1814-1876), par Christina Robertson (vers 1840)
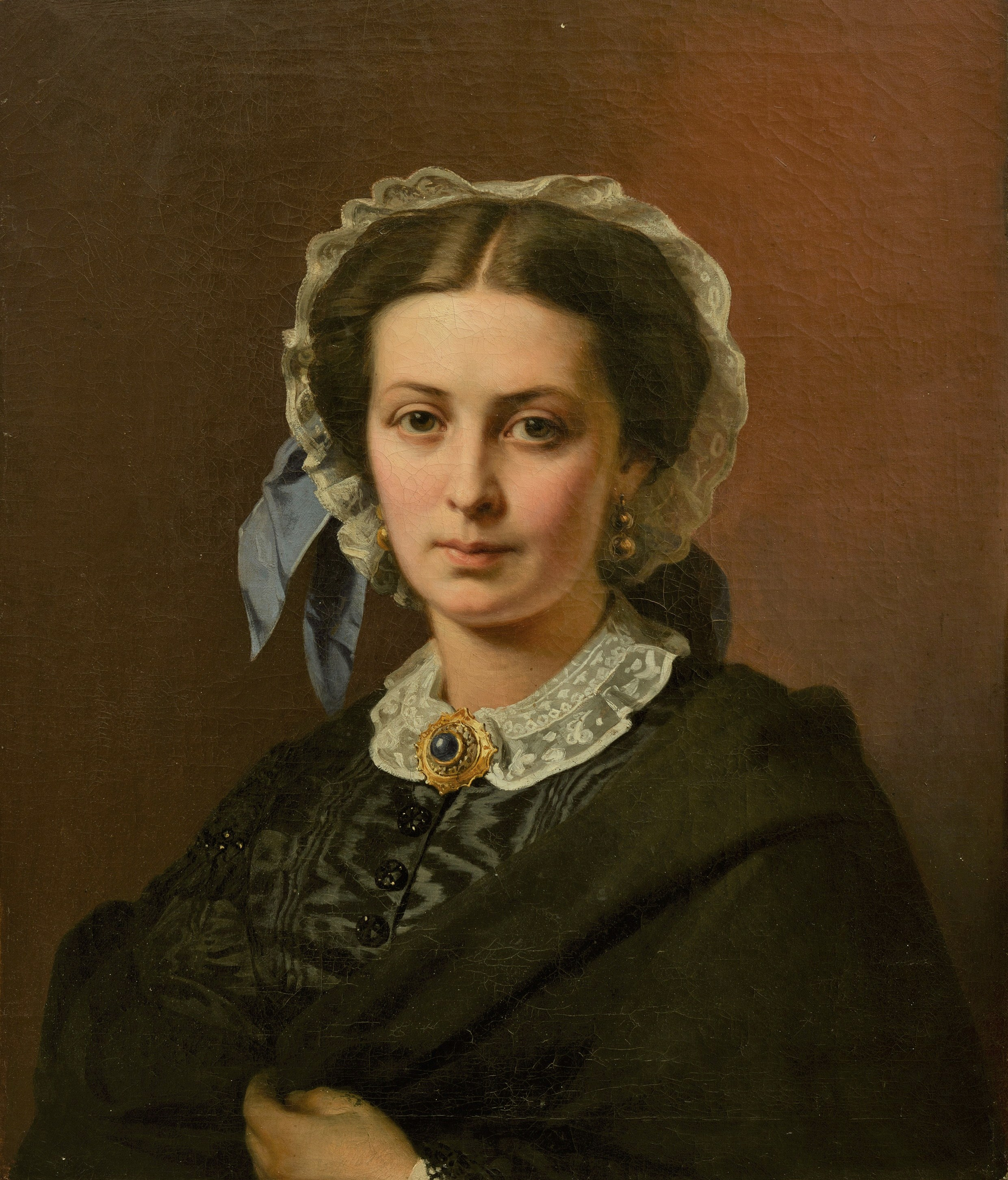
Portrait de Nadejda Bogolioubova par Vassili Véréchtchaguine (vers 1860)